# Jokertecken
Jokertecken (engelska: wildcard; egentligen skojare eller narr) används för att beteckna ett eller flera tecken, vilka som helst, i bland annat filnamn, reguljära uttryck och databassökningar. Detta gör att man kan få flera sökresultat samtidigt för liknande namn eller texter, eller att man kan hitta rätt även om man bara känner till delar av texten.
När man anger filnamn representerar ett frågetecken (?) 1 tecken, vilket som helst, och en asterisk (*) representerar ett fritt antal (inklusive noll) tecken, vilka som helst.
Exempel:
- *.ogg - matchar alla filer med filändelsen ogg
- ab?.txt - matchar abc.txt, abd.txt men inte abcd.txt
- test.* - matchar alla filer som börjar med test. oavsett ändelse, till exempel test.h och test.cpp

I SQL betyder ett procent-tecken (%) vilket antal tecken som helst, och ett understreck (_) betyder 1 tecken.
I reguljära uttryck representeras vilket tecken som helst av en punkt (.) och om man vill ha en till flera lägger man till ett plustecken (.+), medan noll till flera istället använder asterisken (.*).
Om en text innehåller ett tecken, som inte ingår i den font, som läsaren använder, representeras det saknade tecknet (eller ibland ett icke skrivbart styrtecken) av en joker i form av en öppen eller fylld fyrkant, ett vanligt frågetecken, eller något annat generellt tecken.